# Hyllisia subvariegata
Hyllisia subvariegata är en skalbaggsart som beskrevs av Stefan von Breuning 1953. Hyllisia subvariegata ingår i släktet Hyllisia och familjen långhorningar.
Artens utbredningsområde är Zimbabwe. Inga underarter finns listade i Catalogue of Life.